# Nê-đéc-lan thuộc Áo

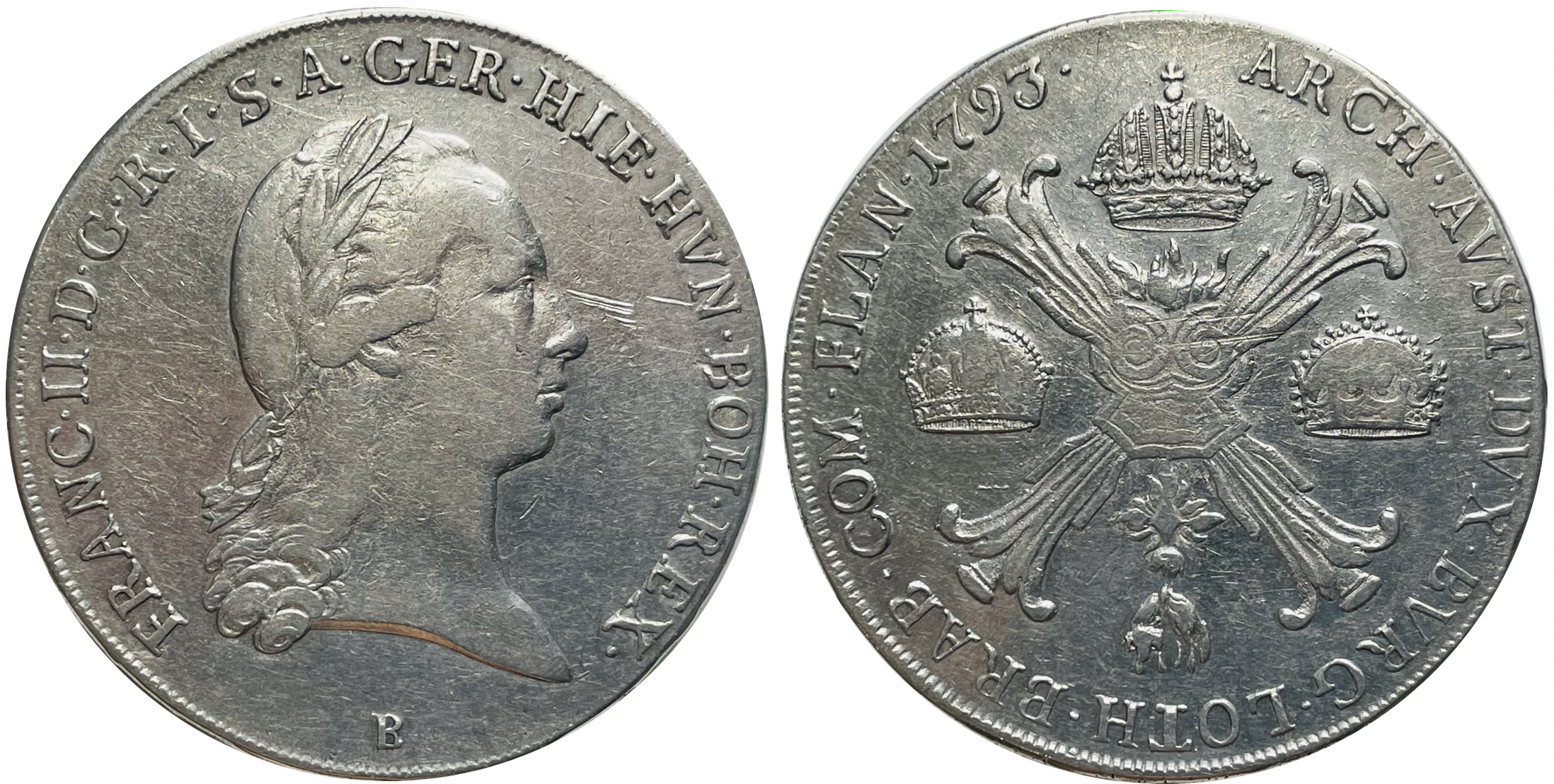
1 kronenthaler của Nê-đéc-lan thuộc Áo, mặt trước là chân dung vua Francis II, đúc năm 1793

 Nê-đéc-lan thuộc Áo  (tiếng Đức: Österreichische Niederlande; tiếng Hà Lan: Oostenrijkse Nederlanden; tiếng Latinh: Belgium Austriacum), là thời kỳ mà Quân chủ Habsburg kiểm soát Nam Nê-đéc-lan (bây giờ là Bỉ) bắt đầu với việc Áo mua lại Nê-đéc-lan thuộc Tây Ban Nha theo Hiệp ước Rastatt năm 1714, cho tới khi nó bị nhập vào Pháp sau trận chiến Sprimont bởi Quân đội Cách mạng Pháp 1794 và Hòa ước Basel 1795. Áo, tuy nhiên, không chịu từ bỏ chủ quyền đối với lãnh thổ này cho tới 1797 qua Hiệp ước Campo Formio. Nê-đéc-lan Áo là một lãnh thổ không liên tục, bao gồm phần bây giờ là Tây Bỉ cũng như Luxembourg, bị chia cách bởi Lãnh thổ giáo phận Liège. Những ngôn ngữ chính là Tiếng Đức, Tiếng Hà Lan, Tiếng Pháp cũng như (tiếng Luxembourg, Flemish, Picard và Walloon).